# Frontier Works
（Frontier Works Inc.）是日本製作販售音樂、影像產品的公司。
2002年8月、由連鎖動漫商品店Animate所設立。以企畫、製作動畫為主軸，亦製作動畫相關音樂CD、廣播劇CD，編輯發行雜誌、書籍，企畫製作CD-ROM、交換卡片、寫真集、廣播節目、遊戲，經手聲優事務等。並於2006年製作俄羅斯人氣動畫電影《小小車布歷險記》的續集。
除此之外Frontier Works也有經營Animate集團的動畫情報網站「animate.tv」與以手機為對象的。與Geneon Entertainment是產品銷售伙伴。

## 主要製作作品

### 電視動畫
- 瑪莉亞的凝望（節目製作、影像產品販售）
- 魔偵探洛基（節目製作、影像產品販售）
- 高機動幻想～嶄新之行軍歌～（節目製作、影像產品販售）
- 月東日西（節目製作・影像產品販售）
- Wind -a breath of heart-（節目製作、影像產品販售）
- To Heart 〜Remember my Memories〜（節目製作、影像產品販售）
- 彩雲國物語（影像產品販售）
- 漫畫派對 Revolution（節目製作、影像產品販售）
- 暮蟬悲鳴時（2006年，節目製作、影像產品販售）
- 少年陰陽師（2006年－2007年，節目、音樂製作，影像產品販售）
- ToHeart2（節目製作、影像產品販售）
- Fate/stay night（節目製作）
- 貧窮姊妹物語（節目製作）
- tactics（音樂製作）
- 風之聖痕（音樂製作）
- 南國少年奇小邪（影像產品販售）
- 最遊記RELOAD（影像產品販售）
- 超能力魔美（2007年，DVD-BOX販售）
- 絕對無敵（DVD-BOX販售）
- 橘子醬男孩（DVD-BOX販售）
- ふしぎ魔法ファンファンファーマシィー（2003年、DVD-BOX販售）
- 大耳鼠（2007年、DVD-BOX販售）
- 破天荒遊戲（2008年，節目、音樂製作，影像產品販售）
- BUS GAMER（2008年，節目、音樂製作）
- 純情羅曼史（2008年，音樂製作）
- 雨月（2008年，音樂製作）

### OVA
- 水色
- セイント・ビースト

### 電影
- 暮蟬悲鳴時

### 廣播節目
- Kanon〜水瀬さんち

### 廣播劇CD
- ef - a fairy tale of the two.
- PEACE MAKER 鐵
- tactics
- 武器種族傳說 EREMENTAR GERAD
- 魔探偵洛基
- 守護月天!再逢
- ARIA
- 最遊記
- 神魂合體
- 我的主人愛作怪
- 百鬼夜行抄
- 風光る
- セイント・ビースト
- 高機動幻想～嶄新之行軍歌～
- 召喚夜響曲
- 命運傳奇
- 幻想傳奇
- IDOL M@STER
- 少年陰陽師
- 暮蟬悲鳴時
- 魔塔大陸
- 甜蜜聲優
- 魔法老師
- 藍蘭島漂流記
- CLANNAD -クラナド-
- 東京★イノセント
- うりポッ
- ねこきっさ
- 1年777組
- 上海妖魔鬼怪
- 鐵道娘
- 幸運☆星（動畫化以前發售的廣播劇CD與收錄『らき☆すた 萌えドリル』主題歌的ミニアルバム）

### 動畫相關CD
包含原聲集、歌曲集等
- 瑪莉亞的凝望
- 最遊記RELOAD
- PEACE MAKER 鐵
- 魔探偵洛基
- 召喚夜響曲
- セイント・ビースト
- 增血鬼果林
- 備長炭
- REC

### 線上網站
- animate.tv

### 手機服務
- モバイルアニメイト
- アニうた革命〜Revolution〜
- 声優アニメイト+ｈｍ3
- アニメイト☆ブックス
- BOYS倶楽部
- インディーズパラダイス
- 着BEATS
- キャラボ天国
- 山岸伸写真館
- あいどる＠TV

### 出版（Daria label）
- 隔月刊ダリア
- Daria
- Daria文庫
- Daria Comics
- Daria DramaCD

### 交換卡片
- テイルズオブシリーズ
- 学園ヘヴン
- Fate/stay night

### Desktop Accessary
- 瑪莉亞的凝望

### 旗下藝人
- 佐藤利奈
- 酒井香奈子
- 生天目仁美 ※発売はチェンバースレコーズ

## 外部連結
- （日語） Frontier Works（页面存档备份，存于）
- （日語） animate.tv
- （日語） animate mobile series
- （日語） Daria Cafe（页面存档备份，存于）